# Bettel
Bettel (en luxemburguès: Bëttel; en alemany:  Bettel) és una vila de la comuna de Tandel situada al districte de Diekirch del cantó de Vianden. Està a uns 35 km de distància de la ciutat de Luxemburg.

## Geografia
Bettel està envoltat -excepte a l'oest i sud-oest- pel riu Our, un afluent del Sauer, que forma aquí la frontera amb Alemanya.